# Football Club Internazionale 1951-1952
Questa voce raccoglie le informazioni riguardanti il Football Club Internazionale nelle competizioni ufficiali della stagione 1951-1952.

## Stagione
Reduce dal titolo mancato per un solo punto a favore del Milan nel giugno 1951, la compagine nerazzurra scommise sul portiere Ghezzi — avente alle spalle numerose presenze in categorie minori — facendolo esordire in Serie A per spartire i guanti con Puccioni.
La distanza che separava in classifica l'Inter dalle storiche rivali, ovverosia i concittadini e una Juventus destinata a succedere nell'albo d'oro a questi ultimi, prese a farsi consistente già nel girone d'andata: impostisi contro i sabaudi nella partita che assegnò matematicamente ad essi il tricolore, gli uomini di Olivieri conclusero il campionato sull'ultimo gradino del podio.

## Organigramma societario
Area direttiva
- Presidente: Carlo Masseroni
- Consigliere: Giuseppe Prisco
- Soci: Ivanoe Fraizzoli e Renata Prada

Area tecnica
- Allenatore: Aldo Olivieri
- Direttore tecnico: Carlo Davies

Area sanitaria
- Massaggiatore: Bartolomeo Della Casa

## Rosa
| N. |                   | Ruolo | Calciatore          |
| -- | ----------------- | ----- | ------------------- |
|    | Italia (bandiera) | P     | Giorgio Ghezzi      |
|    | Italia (bandiera) | P     | Livio Puccioni      |
|    | Italia (bandiera) | D     | Ivano Blason        |
|    | Italia (bandiera) | D     | Giovanni Giacomazzi |
|    | Italia (bandiera) | D     | Attilio Giovannini  |
|    | Italia (bandiera) | D     | Renato Miglioli     |
|    | Italia (bandiera) | D     | Bruno Padulazzi     |
|    | Italia (bandiera) | C     | Pietro Broccini     |
|    | Italia (bandiera) | C     | Osvaldo Fattori     |
|    | Italia (bandiera) | C     | Giovanni Invernizzi |

| N. |                        | Ruolo | Calciatore          |
| -- | ---------------------- | ----- | ------------------- |
|    | Italia (bandiera)      | C     | Sandro Medolago     |
|    | Italia (bandiera)      | C     | Giovanni Migliorini |
|    | Italia (bandiera)      | C     | Maino Neri          |
|    | Svezia (bandiera)      | C     | Lennart Skoglund    |
|    | Paesi Bassi (bandiera) | C     | Faas Wilkes         |
|    | Italia (bandiera)      | A     | Gino Armano         |
|    | Italia (bandiera)      | A     | Benito Lorenzi      |
|    | Ungheria (bandiera)    | A     | István Nyers        |
|    | Italia (bandiera)      | A     | Marco Savioni       |

## Risultati

### Serie A

#### Girone di andata
| Arbitro: | Silvano (Torino) |

|                                                    |           |           |
| Skoglund 17’ Armano 21’ Nyers 22’, 60’, 69’ (rig.) | Marcatori | 36’ Kaiml |

| Arbitro: | Bernardi (Bologna) |

|           |           |            |
| Gimona 4’ | Marcatori | 26’ Wilkes |

| Arbitro: | Cartei (Firenze) |

|                                        |           |  |
| Lorenzi 33’, 78’ Nyers 66’, 88’ (rig.) | Marcatori |  |

| Arbitro: | Agnolin (Bassano del Grappa) |

|                  |           |                                |
| Sukru 63’ (rig.) | Marcatori | 20’ Lorenzi 44’ (aut.) Magrini |

| Arbitro: | Rigato (Mestre) |

|                        |           |  |
| Wilkes 22’ Lorenzi 40’ | Marcatori |  |

| Arbitro: | Bernardi (Bologna) |

|             |           |  |
| Granata 14’ | Marcatori |  |

| Arbitro: | Liverani (Torino) |

|                     |           |            |
| Nyers 22’, 52’, 89’ | Marcatori | 31’ Palmér |

| Arbitro: | Orlandini (Roma) |

|               |           |            |
| Quaresima 34’ | Marcatori | 14’ Wilkes |

| Arbitro: | Massai (Pisa) |

|                     |           |                      |
| Nyers 2’ Lorenzi 9’ | Marcatori | 5’ Burini 76’ Tognon |

| Arbitro: | Orlandini (Roma) |

|                                                            |           |              |
| Miglioli 9’ Blason 16’ (rig.) Broccini 21’, 58’ Armano 52’ | Marcatori | 47’ Cattaneo |

| Arbitro: | Tassini (Verona) |

|              |           |  |
| Frandsen 13’ | Marcatori |  |

| Arbitro: | Rigato (Mestre) |

|                                |           |           |
| Broccini 30’ Skoglund 37’, 89’ | Marcatori | 41’ Rosén |

| Arbitro: | Gemini (Roma) |

|                 |           |            |
| Rinaldi 2’, 71’ | Marcatori | 77’ Armano |

| Milano 31 gennaio 1952 14ª giornata | Inter                 | 0 – 0 | Fiorentina | Stadio San Siro\| Arbitro: \| Piemonte (Monfalcone) \| |
| Arbitro:                            | Piemonte (Monfalcone) |       |            |                                                        |

| Arbitro: | Agnolin (Bassano del Grappa) |

|              |           |                          |
| Bassetto 65’ | Marcatori | 6’ (rig.) 17’, 51’ Nyers |

| Arbitro: | Tassini (Verona) |

|                                    |           |                       |
| Praest 24’ Muccinelli 61’ Mari 71’ | Marcatori | 25’ Nyers 38’ Lorenzi |

| Arbitro: | Maurelli (Roma) |

|                                    |           |  |
| Broccini 43’, 54’, 79’ Lorenzi 85’ | Marcatori |  |

| Arbitro: | Agnolin (Bassano del Grappa) |

|                                |           |                                      |
| Cervellati 21’, 89’ Gritti 58’ | Marcatori | 7’, 86’ Nyers 50’ Blason 80’ Lorenzi |

| Arbitro: | Rigato (Mestre) |

|                                    |           |  |
| Wilkes 55’ Broccini 74’ Armano 88’ | Marcatori |  |

#### Girone di ritorno
| Arbitro: | Orlandini (Roma) |

|                |           |                                    |
| Ciccarelli 27’ | Marcatori | 53’ Lorenzi 59’ Nyers 77’ Broccini |

| Arbitro: | De Leo (Mestre) |

|                                             |           |  |
| Armano 13’, 33’ Nyers 41’ Broccini 65’, 73’ | Marcatori |  |

| Arbitro: | Massai (Pisa) |

|  |           |                       |
|  | Marcatori | 22’ Lorenzi 42’ Nyers |

| Arbitro: | Massai (Pisa) |

|             |           |             |
| Lorenzi 69’ | Marcatori | 50’ Löfgren |

| Arbitro: | Orlandini (Roma) |

|            |           |  |
| Pratesi 7’ | Marcatori |  |

| Arbitro: | Agnolin (Bassano del Grappa) |

|                            |           |  |
| Nyers 2’, 13’ Skoglund 62’ | Marcatori |  |

| Arbitro: | Piemonte (Monfalcone) |

|  |           |                                                  |
|  | Marcatori | 30’ Skoglund 50’ Giacomazzi 58’ Nyers 87’ Wilkes |

| Arbitro: | De Leo (Mestre) |

|                 |           |  |
| Nyers 9’ (rig.) | Marcatori |  |

| Arbitro: | Massai (Pisa) |

|                          |           |           |
| Liedholm 54’ Nordahl 75’ | Marcatori | 58’ Nyers |

| Arbitro: | Bernardi (Bologna) |

|                          |           |                   |
| Baldini 23’ Cattaneo 49’ | Marcatori | 27’ (aut.) Quadri |

| Arbitro: | Piemonte (Monfalcone) |

|                                                  |           |                                     |
| Savioni 40’ Armano 49’ Miglioli 53’ Broccini 57’ | Marcatori | 5’ Parodi 59’ Lucchesi 81’ Frandsen |

| Arbitro: | Agnolin (Bassano del Grappa) |

|                        |           |                                        |
| Janda 77’ Alberico 78’ | Marcatori | 7’, 18’ Armano 17’ Wilkes 49’ Broccini |

| Arbitro: | Canavesio (Torino) |

|             |           |            |
| Lorenzi 63’ | Marcatori | 59’ Pløger |

| Arbitro: | Silvano (Torino) |

|                                                          |           |  |
| Pandolfini 10’, 88’ Roosenburg 50’ Lefter 52’ Vitali 67’ | Marcatori |  |

| Arbitro: | Massai (Pisa) |

|  |           |              |
|  | Marcatori | 32’ Bassetto |

| Arbitro: | Agnolin (Bassano del Grappa) |

|                                     |           |                          |
| Broccini 13’ Armano 33’ Lorenzi 64’ | Marcatori | 69’ Boniperti 75’ Hansen |

| Arbitro: | Corallo (Lecce) |

|               |           |                                                           |
| Martegani 61’ | Marcatori | 15’, 81’ Blason 33’ (aut.) Ganzer 50’ Armano 64’ Miglioli |

| Arbitro: | Gemini (Roma) |

|                        |           |                             |
| Lorenzi 30’ Wilkes 82’ | Marcatori | 19’ Cappello 24’ Campatelli |

| Arbitro: | Fortina (Novara) |

|                                                |           |             |
| Toros 50’, 54’ Mannucci 65’, 89’ Guarnieri 72’ | Marcatori | 24’ Lorenzi |

## Statistiche
Statistiche aggiornate al 22 giugno 1952.

### Statistiche di squadra
| Competizione | Punti | In casa | In casa | In casa | In casa | In casa | In casa | In trasferta | In trasferta | In trasferta | In trasferta | In trasferta | In trasferta | Totale | Totale | Totale | Totale | Totale | Totale | DR |
| Competizione | Punti | G       | V       | N       | P       | Gf      | Gs      | G            | V            | N            | P            | Gf           | Gs           | G      | V      | N      | P      | Gf     | Gs     | DR |
| ------------ | ----- | ------- | ------- | ------- | ------- | ------- | ------- | ------------ | ------------ | ------------ | ------------ | ------------ | ------------ | ------ | ------ | ------ | ------ | ------ | ------ | -- |
| Serie A      | 49    | 19      | 13      | 5       | 1       | 51      | 16      | 19           | 8            | 2            | 9            | 35           | 33           | 38     | 21     | 7      | 10     | 86     | 49     | 37 |
| Totale       | -     | 19      | 13      | 5       | 1       | 51      | 16      | 19           | 8            | 2            | 9            | 35           | 33           | 38     | 21     | 7      | 10     | 86     | 49     | 37 |

### Andamento in campionato
| Giornata  | 1 | 2 | 3 | 4 | 5 | 6 | 7 | 8 | 9 | 10 | 11 | 12 | 13 | 14 | 15 | 16 | 17 | 18 | 19 | 20 | 21 | 22 | 23 | 24 | 25 | 26 | 27 | 28 | 29 | 30 | 31 | 32 | 33 | 34 | 35 | 36 | 37 | 38 |
| --------- | - | - | - | - | - | - | - | - | - | -- | -- | -- | -- | -- | -- | -- | -- | -- | -- | -- | -- | -- | -- | -- | -- | -- | -- | -- | -- | -- | -- | -- | -- | -- | -- | -- | -- | -- |
| Luogo     | C | T | C | T | C | T | C | T | C | C  | T  | C  | T  | C  | T  | T  | C  | T  | C  | T  | C  | T  | C  | T  | C  | T  | C  | T  | T  | C  | T  | C  | T  | C  | C  | T  | C  | T  |
| Risultato | V | N | V | V | V | P | V | N | N | V  | P  | V  | P  | N  | V  | P  | V  | V  | V  | V  | V  | V  | N  | P  | V  | V  | V  | P  | P  | V  | V  | N  | P  | P  | V  | V  | N  | P  |
| Posizione | 3 | 3 | 2 | 1 | 1 | 3 | 3 | 3 | 3 | 3  | 4  | 3  | 4  | 4  | 3  | 3  | 3  | 3  | 3  | 3  | 3  | 3  | 3  | 3  | 3  | 2  | 2  | 3  | 3  | 3  | 3  | 3  | 3  | 3  | 3  | 3  | 3  | 3  |

Legenda:

Luogo: C = Casa; T = Trasferta. Risultato: V = Vittoria; N = Pareggio; P = Sconfitta.

### Statistiche dei giocatori
| Giocatore     | Serie A  | Serie A |
| Giocatore     | Presenze | Reti    |
| ------------- | -------- | ------- |
| G. Armano     | 37       | 11      |
| I. Blason     | 31       | 4       |
| P. Broccini   | 25       | 13      |
| O. Fattori    | 34       | 0       |
| G. Ghezzi     | 18       | -25     |
| G. Giacomazzi | 25       | 1       |
| A. Giovannini | 33       | 0       |
| G. Invernizzi | 4        | 0       |
| B. Lorenzi    | 32       | 15      |
| M. Neri       | 30       | 0       |
| I. Nyers      | 29       | 23      |
| B. Padulazzi  | 24       | 0       |
| L. Puccioni   | 20       | −24     |
| R. Miglioli   | 20       | 3       |
| G. Migliorini | 1        | 0       |
| M. Savioni    | 6        | 1       |
| L. Skoglund   | 26       | 5       |
| F. Wilkes     | 23       | 7       |